# Aphyosemion exiguum
Aphyosemion exiguum е вид лъчеперка от семейство Nothobranchiidae. Видът е незастрашен от изчезване.

## Разпространение
Разпространен е в Габон, Екваториална Гвинея, Камерун и Република Конго.

## Описание
На дължина достигат до 4 cm.